# Bethen
Bethen is een klein dorp in de Duitse gemeente Cloppenburg in het gelijknamige Landkreis in Nedersaksen.  Bethen ligt direct ten noorden van de stad Cloppenburg en wordt van de buitenwijken van die stad gescheiden door de vierbaans Bundesstraße 72. 
Het dorp is bekend vanwege de bedevaart die er plaatsvindt ter ere van Maria Onze-Lieve-Vrouw van Smarten. De bedevaart wordt voor het eerst genoemd in 1448. Tussen 1544 en 1613 was de streek protestants en vond er geen bedevaart plaats. In 1669 werd met de bouw van een kapel de bedevaart in ere hersteld.
Het bedevaartscentrum, een van de meest noordelijke in Duitsland,  kent naast de kapel uit 1669 een tweede kapel uit 1858. In 1929 werd een bedevaartskerk gebouwd. Deze kerk werd in 1977 door Paus Paulus VI verheven tot Basilica minor.
In de crypte van de kerk bevindt zich een groot oorlogsmonument, zowel ter gedachtenis aan  Duitse slachtoffers van de Eerste  als van de Tweede Wereldoorlog.